# اتوی یکم، دوک برونزویک-لونبورگ
اوتوی یکم، دوک برونزویک-لونبورگ (انگلیسی: Otto I, Duke of Brunswick-Lüneburg؛ ۱۲۰۴ – ۹ ژوئن ۱۲۵۲)، دوک برونزویک و لونبورگ از خاندان ولف از سال ۱۲۳۵ تا زمان مرگش، ۱۲۵۲ بود.